# Lijst van voetbalinterlands Aruba - Haïti (vrouwen)
Deze lijst van voetbalinterlands is een overzicht van alle officiële voetbalinterlands tussen de nationale vrouwenteams van Aruba en Haïti. De landen hebben tot nu toe twee keer tegen elkaar gespeeld.

## Wedstrijden
| № | Plaats     | Datum            | Competitie                          | Wedstrijd     | Uitslag |
| - | ---------- | ---------------- | ----------------------------------- | ------------- | ------- |
| 1 | Oranjestad | 4 juli 2011      | Olympische Spelen 2012 kwalificatie | Aruba − Haïti | 0 − 8   |
| 2 | Bayamón    | 21 augustus 2015 | Olympische Spelen 2016 kwalificatie | Aruba − Haïti | 0 − 14  |

## Samenvatting
| Competitie                     | Totaal gespeeld | Winst Aruba | Gelijk | Winst Haïti | Doelsaldo Aruba – Haïti |
| ------------------------------ | --------------- | ----------- | ------ | ----------- | ----------------------- |
| Olympische Spelen kwalificatie | 2               | 0           | 0      | 2           | 0 − 22                  |
| Totaal                         | 2               | 0           | 0      | 2           | 0 − 22                  |

AVB · A-internationals · Arubaans mannenelftal
2006 – 2019 · 2020 – 2029
Amerikaanse Maagdeneilanden ·
Anguilla ·
Antigua en Barbuda ·
Barbados ·
Belize ·
Cuba ·
Curaçao ·
Dominicaanse Republiek ·
El Salvador ·
Grenada ·
Haïti ·
Nederlandse Antillen ·
Panama ·
Puerto Rico ·
Saint Kitts en Nevis ·
Saint Vincent en de Grenadines ·
Suriname ·
Trinidad en Tobago ·
Turks- en Caicoseilanden